# Дупляне (община Владичин хан)
Дупляне (на сръбски: Дупљане или Dupljane) е село в Югоизточна Сърбия, Пчински окръг, община Владичин хан.

## Население
Според преброяването на населението от 2011 г. селото има 108 жители.

### Етнически състав
Данните за етническия състав на населението са от преброяването през 2002 г.
- сърби – 159 жители
- черногорци – 1 жител
- неизяснени – 1 жител